# Eva Elfie
Eva Elfie, född 1997, är en rysk pornografisk skådespelerska, nakenmodell och YouTuber.

## Karriär
Efter examen från gymnasiet flyttade Elfie till Moskva 2018, där hon arbetade som chef och servitris. Tidigare har hon även arbetat som korrespondent för en TV-kanal i sin hemstad Omsk.
Elfies första erotiska modelluppdrag var 2018. Hon accepterade därefter erbjudandet att filma en onaniscen. Några månader senare gick hon med på att spela in traditionella och lesbiska sexscener i Tjeckien.
2021 var hon vinnare av AVN Awards i kategorin bästa nya utländska stjärna.